# Die innere Sicherheit
Die innere Sicherheit ist ein deutscher Spielfilm von Christian Petzold aus dem Jahr 2000. Er zeigt ein im Untergrund lebendes Paar mit linksterroristischer Vergangenheit, dessen 15-jährige Tochter sich dem Regelwerk ihrer streng isolierten Existenz zu entziehen beginnt. Die Hauptrollen wurden mit Julia Hummer, Barbara Auer und Richy Müller besetzt. Filmpremiere war am 1. September 2000 im Rahmen der Internationalen Filmfestspiele Venedig, der deutsche Kinostart am 25. Januar 2001. Den ursprünglich geplanten Titel „Gespenster“ verwendete Petzold dann für einen späteren Film. Zusammen mit Yella bilden die drei seine sogenannte Gespenster-Trilogie.

## Handlung
Hans und Clara, die als ehemalige Terroristen seit Langem außer Landes auf der Flucht im Untergrund leben, sind im Begriff, sich von Portugal aus nach Brasilien abzusetzen in der Hoffnung, dort „neu anfangen“ zu können. Besonders wichtig scheint das für ihre 15-jährige Tochter Jeanne, die sich nach einem Leben in Normalität sehnt, verstärkt Kontakte zu Gleichaltrigen sucht, dabei der elterlichen Kontrolle entgleitet und zu einem Sicherheitsrisiko für das Paar wird. Die Konfrontation mit der Polizei nach einem Einbruch in ihr Hotelzimmer, bei dem ihr Geld gestohlen wird, zwingt die Familie jedoch erneut zu einer Flucht und zur zeitweiligen Rückkehr nach Deutschland. Unterschlupf finden sie in einer leerstehenden Villa in Hamburg, von der Jeanne erfahren hat, als sie in Portugal den deutschen Wellenreiter Heinrich kennenlernte. Beide treffen sich unweit der Villa zuerst zufällig, dann heimlich wieder.
Währenddessen versuchen die Eltern, das Geld für einen erneuten Fluchtversuch zu beschaffen. Nachdem mehrere Versuche fehlgeschlagen sind, Hilfe von alten Weggefährten zu erhalten, überfallen Hans und Clara eine Bank, wobei Hans verletzt wird und Clara einen Mann tötet. Die letzte Nacht vor der geplanten erneuten Flucht verbringt Jeanne wieder mit Heinrich, dem sie schließlich auch die Wahrheit gesteht. Er verständigt daraufhin die Polizei. Am nächsten Tag wird der Fluchtwagen der Familie auf offener Landstraße von einem zivilen Einsatzkommando eingeholt und von der Straße gedrängt, so dass er sich überschlägt. Jeanne wird hinausgeschleudert und steht nach einer Weile benommen auf, während von den Eltern kein Lebenszeichen zu sehen ist.

## Hintergrund
Eine der Filmrezensionen vergleicht Die innere Sicherheit mit Schlöndorffs Die Stille nach dem Schuss und konstatiert als wichtigsten Unterschied, dass Petzold sich ganz auf den Jetztzustand der Figuren konzentriere und den historischen Kontext der Vorgeschichte außen vor lasse. Tatsächlich bleiben Hans’ und Claras Herkunft, Werdegang und persönliche Motive völlig offen. Auch wird nicht erwähnt, was genau dazu führte, dass sie polizeilich gesucht werden. Ihre Verortung in der linksterroristischen Szene der RAF ist allerdings durch mehrere Verweise eindeutig belegbar. Zwei davon sind die Figur des „Hans Benz“ und der Roman Moby Dick. Hans Benz ist das Pseudonym einer realen Person: Es handelte sich um einen Mitarbeiter des Verfassungsschutzes, der als Kontaktmann zu untergetauchten Terroristen fungierte und versuchte, sie zum Ausstieg aus der RAF zu bewegen. Dies ist auch die (nicht strafbefreiende) Alternative, die Hans und Clara offensteht (und die sie ablehnen), als einer ihrer ehemaligen Mitstreiter Benz’ Namen erwähnt. Bei Moby Dick wiederum, den Jeanne beim konspirativen Treff mit einem anderen Weggefährten als Code und Erkennungszeichen nutzt, handelt es sich um ein Buch mit hoher Symbolkraft für das Selbstverständnis der RAF, und mit praktischem Nutzwert für die Mitglieder der „Ersten Generation“ zudem, entliehen sie doch ihre Decknamen von den Figuren des Romans (Andreas Baader, ihr Anführer, beispielsweise den von Kapitän Ahab).
Ursprünglich sollte der Film Gespenster heißen. Dieser Titel, den Petzold dann für einen späteren Film verwendete, wirkt auch für Die innere Sicherheit schlüssig. Die Familie lebt kein wirklich menschliches Leben, sondern das von „Gespenstern“. Die sprichwörtlichen „Gespenster der Vergangenheit“ lassen sie nicht los, und wenn sie nach Jahrzehnten der Abwesenheit plötzlich bei alten Weggefährten auftauchen, wirken sie selbst wie solche. Nicht zuletzt kommt es auch fast täglich dazu, dass sie „Gespenster sehen“, meist aus nichtigem Anlass. Das wird nirgends so deutlich wie in der Szene, als Hans während einer verlängerten Ampelphase die zufällige Häufung dunkel lackierter Fahrzeuge im Bereich der Kreuzung als Bedrohungsszenario wahrnimmt, das ihm so real erscheint, dass er aussteigt und die Hände hebt, um sich dem vermeintlichen SEK-Kommando zu ergeben.
Der letztlich gewählte Titel Die innere Sicherheit ist nicht weniger beziehungsreich. Naheliegend ist es, dabei an die einzelnen Figuren, an die Familie und an den Staat zu denken. Am Fehlen der eigenen inneren Sicherheit leidet Jeanne anders als ihre Eltern und existenzieller, denn sie ist in dem Alter, in dem sie wissen will, wer sie ist – wogegen die Rolle, in die sie gedrängt wird, sie zur Selbstverleugnung zwingt und einmal auch zum Diebstahl verführt, womit sie die Sicherheit der Familie natürlich noch viel mehr gefährdet. Zum widerspruchsvollen Verhältnis zwischen dieser besonderen Kleinfamilie und dem Staat, dessen innere Sicherheit durch sie verletzt wurde und der sie deshalb verfolgt, wird in den Begleitmaterialien zum Film Folgendes festgehalten: „Durch ihre [Jeannes] Geburt hat sich die aus Hans und Clara bestehende terroristische Zelle in eine ‚Familienzelle‘ verwandelt, so Petzold. Obwohl Jeannes Eltern die Institution Familie früher als kleinste Zelle der von ihnen bekämpften Gesellschaft verachteten, stellt sie mittlerweile ihre einzige Zuflucht dar. Allerdings taucht die verabscheute ‚Makropolitik‘ des Staates in der Familie nun als ‚Mikropolitik‘ wieder auf: Um die innere Sicherheit der Familie zu wahren, wendet Jeannes Vater regelrechte Verhörmethoden bei seiner Tochter an.“
Der Film wurde vom 3. April 2000 bis zum 28. Mai 2000 an der Algarve und in Hamburg gedreht.

## Kritik
„Hervorragend gespielter und inszenierter Film, der ein Thema jüngster Geschichtsbewältigung sehr persönlich aufgreift und Menschen zeigt, die sich in der Ausweglosigkeit eingerichtet haben, nun aber plötzlich mit der Angst vor dem Scheitern konfrontiert werden. Eine beeindruckende Studie, die mannigfaltige Rückschlüsse auf Mentalitäten zulässt.“

„Wo in Schlöndorffs Film Die Stille nach dem Schuss die Figuren fast zu schwer gerieten unter der historischen Last, wirklich zu erscheinen, mehr zu sein als ein Puzzle aus Aussagen, Selbstzeugnissen und Analysen, die es von und über die RAF gegeben hat, sieht man bei Petzold das andere Extrem: Seine Figuren sind fast zu leicht, zu unfertig und oberflächlich gestaltet.“

## Auszeichnungen
- 2000: Schnitt-Preis an Bettina Böhler
- 2001: Deutscher Filmpreis/Bester Spielfilm in Gold
- 2001: Hessischer Filmpreis
- 2001: Preis der deutschen Filmkritik in der Kategorie „Bester Spielfilm“
- Die Deutsche Film- und Medienbewertung FBW in Wiesbaden verlieh dem Film das Prädikat besonders wertvoll.